# Missione sui iuris del Turkmenistan
La missione sui iuris del Turkmenistan (in latino Missio sui iuris Turcmenistaniana) è una sede della Chiesa cattolica in Turkmenistan. Nel 2022 contava 260 battezzati su 5.408.000 di abitanti. È retta dal superiore Andrzej Madej, O.M.I.

## Territorio
La missione sui iuris comprende l'intero territorio del Turkmenistan.
Sede della missione è la capitale Aşgabat.
Il territorio comprende una sola parrocchia, che ha sede presso la cappella della Trasfigurazione nella nunziatura apostolica di Aşgabat.

## Storia
La missione sui iuris è stata eretta il 29 settembre 1997, ricavandone il territorio dall'amministrazione apostolica di Karaganda dei Latini (oggi diocesi di Karaganda).
Nel 2016 è stato ordinato il primo sacerdote cattolico originario del Turkmenistan.

## Cronotassi dei superiori
Si omettono i periodi di sede vacante non superiori ai 2 anni o non storicamente accertati.
- Andrzej Madej, O.M.I., dal 29 settembre 1997

## Statistiche
La missione sui iuris nel 2022 su una popolazione di 5.408.000 persone contava 260 battezzati, corrispondenti allo 0,0% del totale..
| anno | popolazione | popolazione | popolazione | presbiteri | presbiteri | presbiteri | presbiteri                | diaconi | religiosi | religiosi | parrocchie |
| anno | battezzati  | totale      | %           | numero     | secolari   | regolari   | battezzati per presbitero | diaconi | uomini    | donne     | parrocchie |
| ---- | ----------- | ----------- | ----------- | ---------- | ---------- | ---------- | ------------------------- | ------- | --------- | --------- | ---------- |
| 1999 | 500         | 4.149.000   | 0,0         | 2          |            | 2          | 250                       |         | 2         |           | 1          |
| 2000 | 500         | 5.000.000   | 0,0         | 3          |            | 3          | 250                       |         | 3         |           | 1          |
| 2004 | 50          | 5.000.000   | 0,0         | 2          |            | 2          | 25                        |         | 2         | 1         | 2          |
| 2005 | 50          | 5.000.000   | 0,0         | 2          |            | 2          | 25                        |         | 2         |           | 2          |
| 2007 | 80          | 5.000.000   | 0,0         | 2          |            | 2          | 40                        |         | 2         | 1         | 1          |
| 2010 | 95          | 5.000.000   | 0,0         | 4          | 2          | 2          | 23                        |         | 3         | 2         | 1          |
| 2014 | 160         | 5.216.000   | 0,0         | 3          |            | 3          | 53                        |         | 8         |           | 1          |
| 2017 | 200         | 5.144.000   | 0,0         | 3          |            | 3          | 66                        |         | 5         | 3         | 1          |
| 2020 | 250         | 5.254.700   | 0,0         | 3          |            | 3          | 83                        |         | 4         |           | 1          |
| 2022 | 260         | 5.408.000   | 0,0         | 2          |            | 2          | 130                       |         | 3         |           | 1          |